# Petra Ševčíková
Petra Ševčíková (Plzeň, 1º settembre 2000) è una ciclista su strada e pistard ceca, che corre per il Team Dukla Praha.

## Palmarès

### Pista
- 2016

Campionati cechi, Omnium Junior
- 2017

Campionati cechi, Omnium Junior
- 2018

Campionati cechi, Scratch
- 2019

Campionati cechi, Corsa a punti
- 2020

Campionati cechi, Inseguimento a squadre (con Jarmila Machačová, Kateřina Kohoutková e Kristyna Burlova)
Campionati cechi, Scratch
- 2021

Campionati cechi, Corsa a eliminazione
Campionati cechi, Americana (con Kateřina Kohoutková)
Campionati cechi, Omnium
- 2022

Campionati cechi, Scratch
Campionati cechi, Corsa a punti
Campionati europei, Scratch Under-23
GP Brno, Americana (con Verena Eberhardt)
Campionati cechi, Inseguimento a squadre (con Nicole Hartychová, Kateřina Kohoutková e Dagmar Hejhalová)
Campionati cechi, Americana (con Katerina Kohoutkova)
Campionati cechi, Omnium
Campionati cechi, Corsa a eliminazione
- 2023

500+1 Kolo, Scratch
500+1 Kolo, Corsa a punti
500+1 Kolo, Corsa a eliminazione
Singen, Americana (con Alzbeta Bacikova)
Campionati cechi, Scratch
Campionati cechi, Americana (con Katerina Kohoutkova)
Campionati cechi, Corsa a eliminazione
- 2024

Silbernen Eulen von Ludwigshafen,   Corsa a punti
Singen, Scratch
Singen, Corsa a eliminazione
Dudenhofen, Corsa a eliminazione
GP Presov, Scratch
GP Presov, Americana (con Jarmila Machacova)
GP Presov, Corsa a eliminazione
Prague Summer Track, Omnium
Prague Summer Track, Corsa a eliminazione
Apeldoorn, Scratch
Campionati cechi, Scratch
Campionati cechi, Corsa a punti
Campionati cechi, Omnium
Campionati cechi, Corsa a eliminazione

### Strada
- 2018 (Juniores, una vittoria)

Campionati cechi, Prova in linea Junior

## Piazzamenti

### Competizioni mondiali
- Campionati del mondo su pista

Montichiari 2017 - Scratch Junior: 15ª
Montichiari 2017 - Keirin Junior: 8ª
Aigle 2018 - Scratch Junior: ritirata
Aigle 2018 - Omnium Junior: 9ª
Aigle 2018 - Corsa a punti Junior: 7ª
Roubaix 2021 - Scratch: 9ª
Roubaix 2021 - Corsa a eliminazione: 19ª
Roubaix 2021 - Omnium: 19ª
Roubaix 2021 - Americana: 18ª
Saint-Quentin-en-Yvelines 2022 - Scratch: 10ª
Saint-Quentin-en-Yvelines 2022 - Omnium: 15ª
Glasgow 2023 - Americana: 15ª
Glasgow 2023 - Scratch: 15ª
Glasgow 2023 - Omnium: 18ª
Ballerup 2024 - Americana: 14ª
Ballerup 2024 - Scratch: 15ª
Ballerup 2024 - Omnium: 10ª

### Competizioni europee
- Campionati europei su pista

Anadia 2017 - Scratch Junior: 2ª
Anadia 2017 - Keirin Junior: 9ª
Aigle 2018 - Scratch Junior: 4ª
Aigle 2018 - Corsa a eliminazione Junior: 4ª
Aigle 2018 - Omnium Junior: 5ª
Gand 2019 - Scratch Under-23: 9ª
Gand 2019 - Omnium Under-23: 15ª
Gand 2019 - Americana Under-23: 11ª
Apeldoorn 2019 - Omnium: 20ª
Fiorenzuola d'Arda 2020 - Scratch Under-23: 6ª
Fiorenzuola d'Arda 2020 - Omnium Under-23: 10ª
Fiorenzuola d'Arda 2020 - Americana Under-23: 5ª
Plovdiv 2020 - Scratch: 14ª
Plovdiv 2020 - Velocità a squadre: 4ª
Plovdiv 2020 - Omnium: 10ª
Plovdiv 2020 - Americana: 8ª
Apeldoorn 2021 - Scratch Under-23: 7ª
Apeldoorn 2021 - Omnium Under-23: 15ª
Apeldoorn 2021 - Americana Under-23: 5ª
Grenchen 2021 - Corsa a eliminazione: 11ª
Grenchen 2021 - Omnium: 17ª
Grenchen 2021 - Americana: 14ª
Anadia 2022 - Scratch Under-23: vincitrice
Anadia 2022 - Omnium Under-23: 6ª
Monaco di Baviera 2022 - Scratch: 6ª
Monaco di Baviera 2022 - Omnium: 15ª
Grenchen 2023 - Scratch: 7ª
Grenchen 2023 - Omnium: 15ª
Grenchen 2023 - Americana: 11ª
Apeldoorn 2024 - Scratch: 9ª
Apeldoorn 2024 - Omnium: 13ª
- Campionati europei su strada

Herning 2017 - In linea Junior: 47ª
Zlín 2018 - In linea Junior: 48ª
Plouay 2020 - In linea Under-23: ritirata
- Giochi europei

Minsk 2019 - Scratch: 15ª